# République (tramway de Strasbourg)
Pour les articles homonymes, voir République.
République est une station desservie par quatre des lignes du tramway de Strasbourg : B, C, E et F.
Elle est située dans le centre-ville de Strasbourg, au sud-est de la place de la République. C'est un important pôle d'échanges du réseau strasbourgeois. La station dispose de 6 quais de part et d'autre de l'embranchement, dont 3 sont exploités commercialement.
En correspondance avec plusieurs lignes de bus, la station est l'une des plus fréquentées du réseau strasbourgeois.

## Histoire
La station République était déjà, avant le tramway, un pôle de correspondances majeur entre les différentes lignes de bus. La station est ouverte à l'occasion de l'inauguration des lignes B et C le 1er septembre 2000. Elle est desservie par la ligne E depuis 2007 et par ligne F depuis 2010.

## Desserte et correspondances
La station est desservie par 4 lignes de tramway : B, C, E et F. Ces lignes sont en correspondance directe avec la ligne C6, ainsi que les lignes 15 et 72, qui effectuent leur terminus à cet arrêt. Une station de taxis est également implantée à proximité.